# Марчин Гортат
Марчин Гортат (на полски: Marcin Gortat) е полски баскетболист, играл като център. Най-известен с изявите си в НБА за Вашингтон Уизърдс. Спортист на годината в Полша през 2011 г. Син е на боксьора Януш Гортат и волейболистката Алисия Гортат.

## Кариера
Започва кариерата си в отбора на ЛКЗ Лодз. Само след сезон е привлечен в германския РейнЕнерги Кьолн. С тима става шампион на Германия през 2006 и през сезон 2006/07 е основен играч в първото участие на Енерги в Евролигата. Освен това печели три пъти Купата на Германия (2004, 2005, 2007) и Суперкупата на Германия (2006).
През 2005 г. е изтеглен в драфта на НБА от Финикс Сънс. Въпреки това отива в САЩ чак през 2007 г., като облича екипа на Орландо Меджик. Там обаче не успява да пребори конкуренцията на Дуайт Хауърд и в продължение на 3 години и половина получава ограничено игрово време. През сезон 2008/09 Орландо достига финала на НБА, където губи от Лос Анджелис Лейкърс.
През декември 2010 г. е обменен във Финикс Сънс. В състава на „слънцата“ успява да измести Робин Лопес от титулярното място и да записва повече игрови минути. През сезон 2011/12 записва рекордните в кариерата си 15.4 точки средно на мач, добавяйки по 10 борби за 32 минути игра. Полякът е един от четиримата центрове с „дабъл-дабъл“ средно на мач през този сезон. За трите си сезона във Финикс обаче отборът нито веднъж не успява да достигне плейофната фаза.
През октомври 2013 г. преминава във Вашингтон Уизърдс. На 27 февруари 2014 г. отбелязва рекордните си 31 точки и 12 борби в мач срещу Торонто Раптърс. На 13 май в плейофния мач с Индиана Пейсърс записва 31 точки и 16 борби като е първият играч на „магьосниците“ след Моузис Малоун през 1987 г. с поне 30 точки и 15 борби в плейофите. През 2013/14 и 2014/15 Вашингтон достига втория кръг на плейофите в НБА. На 28 декември 2015 г. за първи път в кариерата си е избран за играч на седмицата в Източната конференция. На 19 февруари 2016 г. записва рекордните в кариерата си 20 борби при победата със 116:108 срещу Фиалделфия 76ърс.
През сезон 2018/19 играе в Лос Анджелис Клипърс, но през февруари 2019 г. договорът му е прекратен. На 16 февруари 2020 г. обявява края на кариерата си.

## Национален отбор
Играе за националния отбор на Полша между 2004 и 2015 г. На Евробаскет 2009 Полша достига до 9-о място, а Гортат завършва шампионата като лидер по борби. Центърът участва с националния отбор на още две европейски първенства – през 2013 и 2015 г.

## Успехи
- Шампион на Германия – 2006
- Купа на Германия – 2004, 2005, 2007
- Суперкупа на Германия – 2006